# Archiadas
Archiadas (altgriechisch Ἀρχιάδας Archiádas; † nach 485) war ein spätantiker griechischer Philosoph. Er gehörte der neuplatonischen Schule in Athen an. Es sind keine Schriften von ihm bekannt.
Archiadas war ein Enkel des Neuplatonikers Plutarch von Athen, der in Athen eine neuplatonische Philosophenschule gegründet hatte, mit der er an die Tradition der Platonischen Akademie anknüpfen wollte. Als Plutarch um 432 starb, übernahm sein Schüler Syrianos das Amt des Scholarchen (Schulleiters). Plutarch hatte vor seinem Tod Syrianos gebeten, sich um Archiadas und Proklos zu kümmern, da die beide noch jung waren. Proklos, der später ein berühmter Philosoph wurde, war mit Archiadas eng befreundet. Archiadas war wohl etwas jünger als Proklos, da er später sein Schüler wurde und ihn überlebte.
Nach dem Tod des Syrianos wurde Proklos im Jahre 437 Scholarch. Er ermunterte Archiadas zu politischer Betätigung und zur Wohltätigkeit. Wie alle Angehörigen der neuplatonischen Philosophenschule war Archiadas ein Anhänger der alten Religion, stand also in Opposition zum Christentum, das damals bereits Staatsreligion war.
Archiadas war mit einer Frau namens Plutarche verheiratet und hatte mit ihr eine Tochter Asklepigeneia. Asklepigeneia heiratete einen reichen, angesehenen Politiker namens Theagenes und hatte mit ihm einen Sohn, den Philosophen Hegias.
Durch Plünderungen büßte Archiadas den größten Teil seines Vermögens ein. Dabei handelte es sich entweder – wie meist vermutet wird – um den Feldzug König Attilas gegen das Oströmische Reich, auf dem die Hunnen im Jahr 447 in Griechenland eindrangen, oder um einen Plünderungszug der vandalischen Flotte. Einer Anekdote zufolge tröstete Archiadas den noch im Kindesalter stehenden Theagenes, der über den Verlust bekümmert war, mit folgender Überlegung: Wenn die Göttin Athene ihnen den Auftrag erteilt hätte, das jetzt verlorene Vermögen für die Ausrichtung des Festes der Panathenäen zu verwenden, so hätten sie das Geld gern dafür ausgegeben. Nun aber sei der Verlust im Verlauf eines Kampfes eingetreten, der glanzvoller und heiliger sei als alle festlichen Wettkämpfe. Daher gebe es keinen Grund zur Klage. Mit dem Kampf meinte er die Verteidigung der Heimat gegen die Invasoren.
Wegen seiner Gesinnung pflegten Archiadas’ Zeitgenossen ihn den „sehr frommen Archiadas“ zu nennen.
Als Proklos, der unverheiratet und kinderlos war, im April 485 starb, hinterließ er Archiadas einen Teil seines Vermögens.
Die Quellen, die über Archiadas informieren, sind die Lebensbeschreibung des Neuplatonikers Proklos, die Marinos von Neapolis verfasste, und die Philosophische Geschichte (auch Vita Isidori genannt) des Damaskios. Marinos und Damaskios waren Zeitgenossen des Archiadas.